# Ronde van Frankrijk 2007/Achttiende etappe
De achttiende etappe van de Ronde van Frankrijk 2007 werd verreden op 27 juli 2007 tussen Cahors en Angoulême over een afstand van 211 kilometer. Dit is de laatste normale etappe voor Parijs. De volgende etappe is namelijk een individuele tijdrit. De etappe werd gewonnen door Sandy Casar.

## Verloop
Na 16 km ging Michael Boogerd samen met Frederik Willems, Laurent Lefèvre en Sandy Casar in de aanval. Willems en Casar kwamen na 27 km bij een aanrijding met een hond ten val. Willems viel terug, maar Casar sloot met de uit het peloton weggesprongen Axel Merckx na 36 km weer aan bij Boogerd en Lefevre.
Het kwartet bouwde gestaag een voorsprong op het peloton op met een maximum van 17 minuten. Doordat de klassering van meerdere renners van rond de top 10 in gevaar kwam, besloten ploegen als Euskaltel en Predictor-Lotto de voorsprong te verkleinen. Uiteindelijk gingen de vier met een voorsprong van rond de 10 minuten de finale in.
Nadat Michael Boogerd, Laurent Lefèvre en nogmaals Michael Boogerd een mislukte aanval hadden geplaatst, plaatste Sandy Casar, handig gebruikmakend van een vluchtheuvel, een demarrage. Hij kreeg een gat van 50 meter, maar Boogerd slaagde erin het gat dicht te rijden. In de sprint slaagde Casar echter wel, want hij hield achtereenvolgens Merckx, Lefevre en Boogerd van de zege af. In het algemeen klassement liep Evans 3 seconden in op Contador, die seconden verloor door een pelotonbreuk.

### Tussensprints
- Eerste tussensprint in Saint-Cyprien, na 66 km: Axel Merckx
- Tweede tussensprint in Dignac, na 192 km: Sandy Casar

### Bergsprints
- Eerste bergsprint, Côte de Salvezou (4de cat.), na 15 km: Frederik Willems
- Tweede bergsprint, Côte de Lavercantière (4de cat.), na 24 km: Laurent Lefèvre
- Derde bergsprint, Côte de Saint-Martial-de-Nabirat (4de cat.), na 39,5 km: Laurent Lefèvre
- Vierde bergsprint, Côte de Saint-Cyprien (4de cat.), na 70,5 km: Michael Boogerd

## Uitslag
| rang | renner             | land        | ploeg                  | tijd     |
| ---- | ------------------ | ----------- | ---------------------- | -------- |
| 1    | Sandy Casar        | Frankrijk   | La Française des Jeux  | 5u13'31" |
| 2    | Axel Merckx        | België      | T-Mobile Team          | op 01"   |
| 3    | Laurent Lefèvre    | Frankrijk   | Bouygues Télécom       | z.t.     |
| 4    | Michael Boogerd    | Nederland   | Rabobank               | z.t.     |
| 5    | Tom Boonen         | België      | Quickstep - Innergetic | op 8'34" |
| 6    | Robert Hunter      | Zuid-Afrika | Team Barloworld        | z.t.     |
| 7    | Erik Zabel         | Duitsland   | Team Milram            | z.t.     |
| 8    | Sébastien Chavanel | Frankrijk   | La Française des Jeux  | z.t.     |
| 9    | Bernhard Eisel     | Oostenrijk  | T-Mobile Team          | z.t.     |
| 10   | Thor Hushovd       | Noorwegen   | Crédit Agricole        | z.t.     |

## Algemeen klassement
| rang | renner           | land             | ploeg                  | tijd       |
| ---- | ---------------- | ---------------- | ---------------------- | ---------- |
| 1    | Alberto Contador | Spanje           | Discovery Channel Team | 86u 4' 16" |
| 2    | Cadel Evans      | Australië        | Predictor - Lotto      | op 1' 50"  |
| 3    | Levi Leipheimer  | Verenigde Staten | Discovery Channel Team | op 2' 49"  |
| 4    | Carlos Sastre    | Spanje           | Team CSC               | op 6' 02"  |
| 5    | Haimar Zubeldia  | Spanje           | Euskaltel - Euskadi    | op 6' 29"  |

Proloog ·
1e etappe ·
2e etappe ·
3e etappe ·
4e etappe ·
5e etappe ·
6e etappe ·
7e etappe ·
8e etappe ·
9e etappe ·
10e etappe ·
11e etappe ·
12e etappe ·
13e etappe ·
14e etappe ·
15e etappe ·
16e etappe ·
17e etappe ·
18e etappe ·
19e etappe ·
20e etappe
Startlijst · Eindstanden · Afbeeldingen